# Idzinga
Idzinga (auch: Itzinga, Itsenga) ist der Name einer der ältesten, heute ausgestorbenen ostfriesischen Häuptlingsfamilien.
Abzugrenzen davon sind die in den Niederlanden, das heißt in den heutigen Provinzen Friesland und Groningen, vorkommenden Familien Idsinga und Tjaerda van Idsinga.

## Geschichte
Die Idzinga stammen aus Norden und hatten ihren Sitz auf der Idzingaburg in Lintel (zwischen dem heutigen Norden und Norddeich gelegen) und auf einer Burg am Norder Markt.
Der älteste bekannte Träger dieses Namens war Hicco Ytzinga, urkundlich genannt 1278 unter den „advocati et iudices terre Nordensis universis“ und 1277 als Consul (friesisch: Redjeve) des Norderlandes.
Im Jahre 1337 trat Poppo Ytzinga unter den „consulibus et advocatis terrae Nordensis“ in Erscheinung. 1340 siegelte wiederum ein Hicko Itzinga, welcher, wenn man den friesischen Namensregeln folgt, höchstwahrscheinlich ein Enkel des o. g. Hicco war, mit „S. ADVOCATORV(M) ET CONSULUM TERRE NORDE“. Hicko führte das erste nachweisbare Wappen der Idzinga, einen nach heraldisch links auffliegenden Adler. Er heiratete wohl eine Dyurled, mit der er den Sohn Evenardus und die Tochter Idze hatte. Idze heiratete Eger, den Sohn des Häuptlings  Hero Eylwerdessen (Olde Hero) von Dornum und wurde damit zur Ahnherrin der Häuptlingsfamilie der Kankena von Dornum.
Evenardus Ytzengha erschien 1367 zusammen mit Martin Zyertza (Cirksena) und Hylo Attana (Attena) als „advocati terre Nordensis“. Noch im selben Jahr 1367 nannten sich dieselben drei allerdings bereits „advocati et capitales terre Nordensis“, womit sie ihren Aufstieg zu Häuptlingen (capitales) beurkundeten. Evenardus fiel im Jahr 1372 und hinterließ lediglich eine Erbtochter Djudelt (auch Diudleta, Djurled, Djulke oder Dudelef geschrieben), benannt nach ihrer Großmutter.
Djudelt Itzingha heiratete Liuward Abdena, Drost von Emden, der den Namen seiner Frau annahm und mit „S: LINWARDI ITZINGHA“ siegelte. Im Siegelbild sind unter dem Abbild des Heiligen Liudger zwei Wappenschilde zu sehen, die beide einen Löwen zeigen, wobei der erste den Abdena von Emden, die dieses Wappen nachweislich führten und der zweite den Idzinga zuzuordnen ist, woraus geschlossen werden kann, dass Djudelts Vater Evenardus einen Löwen im Wappen geführt haben muss.
Liuwards Nachfolge als Häuptling zu Norden trat sein Sohn Evenard an, der als letzter männlicher Idzinga 1414 zu Farmsum im Gefecht mit den Groningern fiel. Aus seiner Ehe mit Sibbe Allena, der Tochter des Häuptlings zu Osterhusen, Folkmar Allena, ging die Erbtochter Hima Idzinga hervor, welche Udo Fockena, den Sohn Focko Ukenas, heiratete. Auf einer Goldmünze, die Udo zwischen 1427 und 1430 prägen ließ, sieht man in einem Dreipass den Ukena’schen Löwen, begleitet in den drei Ecken von je einem Wappenschild, welcher ein Spornrad zeigt. Bei dem Spornrad muss es sich um Himas Wappen handeln, das sie von ihrem Vater Evenard geerbt hatte. Diese drei Spornräder fanden später Eingang in das Wappen der Stadt Norden. Udo fiel 1433 bei Bargebur und Hima starb kinderlos 1439 im Kloster Marienthal. Damit endete die Geschichte der Familie Idzinga.
Die Überlieferung schreibt den Idzinga ein Familienwappen zu: In Blau drei goldene Spornräder (2:1); allerdings existiert kein Beleg dafür, dass ein solches Wappen je von einem Idzinga geführt wurde.
Inwieweit der 1387 in  Upgant urkundlich genannte Enrico Ytsinga in diese Verwandtschaft gehört, muss genauso offenbleiben, wie bei den im sechzehnten Jahrhundert ebenfalls zu Upgant wohnhaften Itzen bzw. Ytz.